# Poikilacanthus bahiensis
Poikilacanthus bahiensis är en akantusväxtart som först beskrevs av Christian Gottfried Daniel Nees von Esenbeck, och fick sitt nu gällande namn av D.C. Wasshausen. Poikilacanthus bahiensis ingår i släktet Poikilacanthus och familjen akantusväxter. Inga underarter finns listade i Catalogue of Life.